# واکنش بشان
واکنش بشان برای اولین بار در سال ۱۸۶۳ توسط آنتوان بشان گزارش شد.  او از این واکنش به منظور تولید آرسونیک اسید از حلقه های آروماتیک فعال استفاده کرد. به عنوان نمونه با کمک این واکنش می‌توان آرسانیلیک اسید را از آنیلین تهیه کرد.   
واکنش یک فرایند جایگزینی الکترون‌دوستی آروماتیک محسوب می‌شود، به طوری که در حین فرایند انجام واکنش، آرسنیک اسید در نقش یک الکترون‌دوست عمل می‌کند. 